# 三罗民众抗日指挥部旧址
22°46′28″N 111°33′33″E / 22.77444°N 111.55917°E
三罗民众抗日指挥部旧址位于中国广东省罗定市罗城镇人民北路35号，2012年被列为第七批广东省文物保护单位。
旧址原为彭家祠，系彭姓人集资建造的书院式家祠，为合族祠，清末民初建筑，三进院落，面积994平方米，后座为三层楼阁式建筑。1944年该祠作为三罗抗日民众武装指挥部，谭启秀将军任总指挥，统率三罗地区地方武装部队联防保境抗日。